# Zosterops feae
Zosterops feae là một loài chim trong họ Zosteropidae.